# Drużynowe Mistrzostwa Świata na Żużlu 1971
Drużynowe Mistrzostwa Świata na Żużlu 1971 – dwunasta edycja w historii.

## Eliminacje

### Runda kontynentalna

#### Pierwszy ćwierćfinał
- 13 czerwca 1971 (niedziela),  Maribor
- Awans do półfinału kontynentalnego: 2 – Związek Radziecki i Jugosławia

| Miejsce | Kraje             | Suma | Zawodnicy                                                                               | Pkt.       | Pkt bieg. |
| ------- | ----------------- | ---- | --------------------------------------------------------------------------------------- | ---------- | --------- |
| 1       | Związek Radziecki | 45   | Wiktor Trofimow Gennadij Kurylenko Anatolij Kuźmin Aleksandr Pawłow Grigorij Chłynowski | 12 9 8     | b.d       |
| 2       | Jugosławia        | 23   | Vlado Kocuvan Ivan Molan Draško Oršić Vlado Miler brak zawodnika                        | 7 6 4 -    | b.d       |
| 3       | Bułgaria          | 15   | Nedelko Nedelkov Petyr Iliew Alexander Kostov Alexej Antonov brak zawodnika             | 6 4' 4 1 - | b.d       |
| 4       | Włochy            | 12   | Annibale Pretto Gianni Pizzo Giuseppe Pizzo Franco Rupil brak zawodnika                 | 9 1 -      | b.d       |

#### Drugi ćwierćfinał
- 13 czerwca 1971 (niedziela),  Rodenbach
- Awans do półfinału kontynentalnego: 2 – NRD i RFN

| Miejsce | Kraje   | Suma | Zawodnicy                                                                      | Pkt.         | Pkt bieg. |
| ------- | ------- | ---- | ------------------------------------------------------------------------------ | ------------ | --------- |
| 1       | NRD     | 40   | Peter Liebing Hans-Jürgen Fritz Dieter Tetzlaff Jochen Dinse rez. Horst Krüger | 11 11 10 8 1 | b.d       |
| 2       | RFN     | 36   | Manfred Poschenrieder Rudolf Kastl Josef Angermüller Jan Käter brak zawodnika  | 12 9 8 7 -   | b.d       |
| 3       | Austria | 11   | Josef Haider Heinz Zimmermann Günther Walla Herbert Prosi Alex Taudtmann       | 5 4 1 0      | b.d       |
| 4       | Węgry   | 9    | Pal Perenyi Barnabas Gyepes Sándor Csató Ferenc Radacsi Janos Szöke            | 3 3 2 1 0    | b.d       |

#### Półfinał
- 4 lipca 1971 (niedziela),  Kempten (Allgäu)
- Awans do finału kontynentalnego: 2 – Związek Radziecki i NRD

| Miejsce | Kraje             | Suma | Zawodnicy | Pkt.        | Pkt bieg.                                   |
| ------- | ----------------- | ---- | --- | ----------- | ------------------------------------------- |
| 1       | Związek Radziecki | 36   | (5) Władimir Gordiejew (6) Gennadij Kurylenko (7) Aleksandr Pawłow (8) Grigorij Chłynowski rez. Wiktor Trofimow | 12 5 7 12 0 | (3,3,3,3) (3,1,1,-) (d,2,2,3) (3,3,3,3) (d) |
| 2       | NRD               | 30   | (13) Peter Liebing (14) Hans-Jürgen Fritz (15) Dieter Tetzlaff (16) Jochen Dinse rez. Horst Krüger              | 8 9 10 2 1  | (1,3,2,2) (2,3,2,2) (3,2,3,2) (0,1,-,1) (1) |
| 3       | RFN               | 25   | (9) Josef Angermüller (10) Manfred Poschenrieder (11) Dieter Dauderer (12) Jan Käter brak zawodnika             | 5 9 4 7 -   | (1,2,2,d) (2,1,3,3) (1,1,1,1) (2,2,1,2) -   |
| 4       | Jugosławia        | 5    | (1) Ivan Molan (2) Draško Oršić (3) Vlado Kocuvan (4) Vlado Miler brak zawodnika                                | 3 0 2 -     | (2,0,d,1) (0,0,0,0) (1,0,0,1) -             |

#### Finał
- 25 sierpnia 1971 (piątek),  Leningrad
- Awans do finału światowego: 2 – Związek Radziecki i Polska

| Miejsce | Kraje             | Suma | Zawodnicy                                                                             | Pkt.        | Pkt bieg. |
| ------- | ----------------- | ---- | ------------------------------------------------------------------------------------- | ----------- | --------- |
| 1       | Związek Radziecki | 46   | Władimir Gordiejew Władimir Smirnow Gennadij Iwanow Gennadij Kurylenko brak zawodnika | 12 12 11 -  | b.d       |
| 2       | Polska            | 30   | Henryk Glücklich Edward Jancarz Andrzej Wyglenda Jerzy Szczakiel Stanisław Kasa       | 9 9 8 4 0   | b.d       |
| 3       | Czechosłowacja    | 10,5 | Pavel Mareš Miloslav Verner Jan Holub Jiří Štancl Václav Verner                       | 3,5 3 2 0   | b.d       |
| 4       | NRD               | 9,5  | Dieter Tetzlaff Peter Liebing Hans-Jürgen Fritz Horst Krüger Jochen Dinse             | 5 2 1,5 1 0 | b.d       |

### Runda skandynawska
- 20 czerwca 1971 (niedziela),  Fredericia
- Awans do finału światowego: 1 – Szwecja

| Miejsce | Kraje     | Suma | Zawodnicy                                                                     | Pkt.         | Pkt bieg. |
| ------- | --------- | ---- | ----------------------------------------------------------------------------- | ------------ | --------- |
| 1       | Szwecja   | 41   | Anders Michanek Bernt Persson Bengt Jansson Sören Sjösten Leif Enecrona       | 11 11 10 7 2 | b.d       |
| 2       | Dania     | 33   | Ole Olsen Neils Weiss Bent Nörregaard Kurt Bøgh rez. Jorn Mogensen            | 12 8 7 6 0   | b.d       |
| 3       | Norwegia  | 21   | Reidar Eide Ulf Lovaas Odd Fossengen Öyvind S. Berg Svein Kaasa               | 6 6 5 3 1    | b.d       |
| 4       | Finlandia | 1    | Matti Olin Erkki Hannula Reima Lohkovuori Jouko Naskali rez. Tapio Leppasalko | 1 0 0        | b.d       |

### Runda brytyjska
Wielka Brytania automatycznie w finale.

## Finał światowy

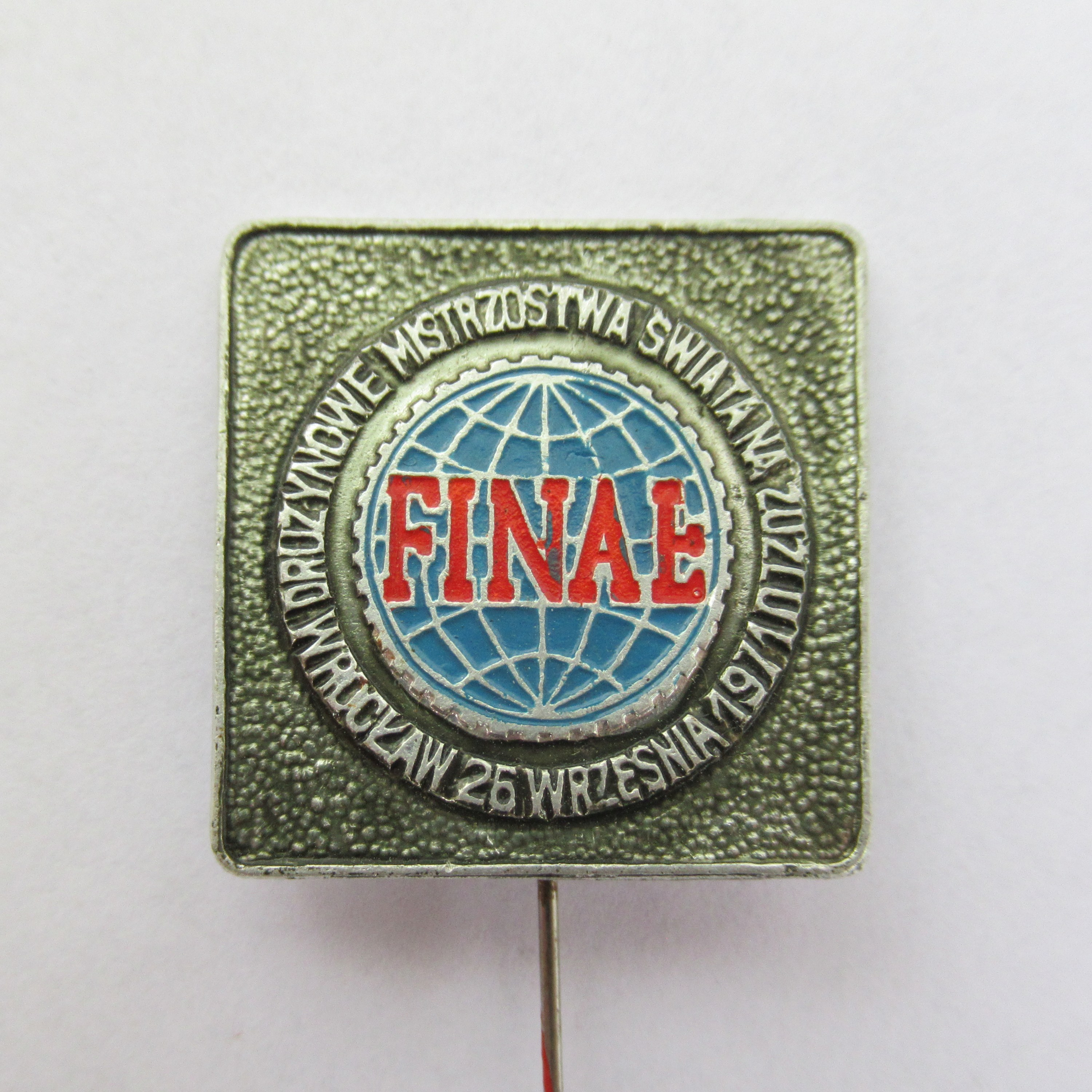
Metalowy znaczek wybity z okazji zawodów

- Metalowy znaczek wybity z okazji zawodów 26 września 1971 (niedziela),  Wrocław

| Miejsce | Kraje             | Suma | Zawodnicy                                                                                    | Pkt.         | Pkt bieg.                                       |
| ------- | ----------------- | ---- | -------------------------------------------------------------------------------------------- | ------------ | ----------------------------------------------- |
| 1       | Wielka Brytania   | 37   | Ray Wilson Ivan Mauger Jim Airey Barry Briggs rez. Ronnie Moore                              | 12 10 9 6 ns | (3,3,3,3) (3,3,2,2) (0,3,3,3) (0,w,3,3) ns      |
| 2       | Związek Radziecki | 22   | Grigorij Chłynowski Władimir Smirnow Władimir Gordiejew Anatolij Kuźmin rez. Wiktor Trofimow | 8 7 4 3 ns   | (1,3,2,2) (2,1,3,1) (1,1,1,1) (1,1,0,1) ns      |
| 3       | Polska            | 19   | Paweł Waloszek Henryk Glücklich Edward Jancarz Antoni Woryna rez. Andrzej Wyglenda           | 5 4 2        | (2,0,1,2) (1,2,1,-) (2,2,d,0) (2,2,0,-) (2,0)   |
| 4       | Szwecja           | 18   | Anders Michanek Bengt Jansson Sören Sjösten Bernt Persson rez. Leif Enecrona                 | 9 3 0 3      | (3,3,2,1) (0,1,-,2) (3,w,0,-) (0,0,0,-) (1,2,0) |

## Tabela końcowa
| Miejsce | Kraj              |
| 1       | Wielka Brytania   |
| 2       | Związek Radziecki |
| 3       | Polska            |
| 4       | Szwecja           |
| 5       | Dania             |
| 6       | Czechosłowacja    |
|         | Norwegia          |
| 8       | NRD               |
|         | Finlandia         |
| 10      | RFN               |
| 11      | Jugosławia        |
| 12      | Bułgaria          |
|         | Austria           |
| 14      | Włochy            |
|         | Węgry             |